# Temnosoma aeruginosum
Temnosoma aeruginosum är en biart som beskrevs av Smith 1879. Temnosoma aeruginosum ingår i släktet Temnosoma och familjen vägbin. Inga underarter finns listade i Catalogue of Life.